# Лесовая, Татьяна Дмитриевна
Татьяна Дмитриевна Лесовая (Стародубцева) (род. 1 января 1956 или 24 апреля 1956, Талды-Курган) — советская легкоатлетка, метательница диска.

## Биография
Родилась в 1956 году в Талды-Кургане. В начале 1960-х годов семья переехала во Фрунзе — столицу Киргизской ССР. Во время учёбы в ПТУ на неё обратил внимание тренер метателей Юрий Нелюбов. Позже в Центре олимпийской подготовки в Москве её тренировал заслуженный тренер СССР Отто Григалка. По возвращении в Казахскую ССР тренировалась в обществе «Трудовые резервы» в Алма-Ате и Караганде.
Несмотря на жёсткую конкуренцию, смогла выиграть лицензию на Московскую Олимпиаду 1980. Олимпиада стала триумфом карьеры Лесовой. Результат 67,40 позволил ей завоевать бронзовую медаль. Ей же принадлежит и рекорд Казахстана по метанию диска у женщин — 68,18 м, установленный в 1982 году.
После Олимпиады 1980 года у Лесовой не было крупных побед. В 1986 году завершила карьеру.
Закончив учёбу в Высшей школе тренеров, стала работать тренером в ЦСКА (Алматы).